# Рентгеноскопія

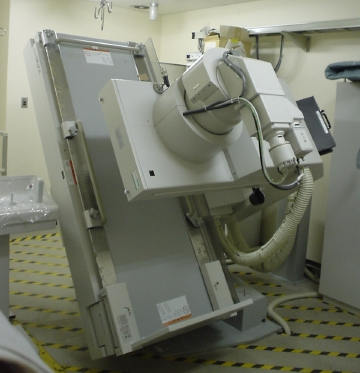
Сучасний рентгеноскоп.

Рентгеноскопія (англ. fluoroscopy), (рентгенівське просвічування) — метод рентгенологічного дослідження, при якому зображення об'єкта одержують на світному (флюоресцентному) екрані.

## Приклади застосування

### У медицині
При просвічуванні (рентгеноскопія) зображення об'єкта одержують на так званому флюороскопічному екрані. Пучок випромінювання, що виходить з рентгенівської трубки, проходить через тіло хворого і попадає на зворотну сторону екрана. Проходячи крізь екран, він викликає світіння світлочутливого шару екрана, повернутого до лікаря, але світиться екран слабко. Зображення можна розглядати лише в затемненому приміщенні після 15-хвилинної темнової адаптації. Лікар зобов'язаний користуватися захисними пристроями. Екран покритий склом з вмістом свинцю, що захищає від прямого опромінення очей рентгенолога. Тулуб і руки лікаря захищені фартухом і рукавичками з свинцевої гуми. Захисна ширма з листового свинцю або свинцевої гуми захищає від опромінення нижню половину тіла рентгенолога.
Методика просвічування проста й економічна, дозволяє спостерігати за рухами органів і за переміщенням у них контрастної речовини. За допомогою рентгеноскопії неважко досліджувати хворого в різних положеннях. При цьому в кожній позиції лікар може додатково повертати хворого, щоб оглянути потрібну частину тіла «з усіх боків». Цей прийом обов'язково використовують при просвічуванні і називають методом обертання хворого, або методом поліпроєкційного рентгенологічного дослідження.
Завдяки перерахованим перевагам Rö-скопію застосовують дуже часто, але цей метод має істотні обмеження. Після нього не залишається документа, що міг би розглядатися й обговорюватися надалі . На флюроскопічному екрані погано помітні дрібні деталі зображення. Рентгеноскопія містить значно більший негативний вплив через опромінення хворого і лікаря, чим рентгенографія.
Для ліквідації негативного впливу сконструйовані спеціальні прилади, серед яких підсилювачі рентгенівського зображення (ПРЗ). Робота підсилювачів рентгенівського зображення полягає в тому, що він сприймає слабке світіння рентгенівського екрана, підсилює його в кілька тисяч разів і проектує на передавальну телевізійну трубку, а з неї приймальний телевізійний пристрій. У результаті на екрані телевізійного відеоконтрольного пристрою з'являється рентгенівське зображення досліджуваного об'єкта. Рентгеноскопія за допомогою підсилювачів рентгенівського зображення і телевізійної техніки отримало назву рентгенотелевійзійного просвічування, або рентгенотелебачення. Проте зараз за допомогою комп'ютерної техніки можна отримати на екрані монітора надзвичайно чіткі і якісні знімки.
Це дало можливість просвічувати хворих у не затемненому приміщенні («стрибок з царства темряви в царство світла!»). Була значно підвищена яскравість зображення, що забезпечило виявлення порівняно дрібних деталей об'єкта. З'явилася можливість знизити променеве навантаження на хворого і лікаря. І, що дуже важливо, стало можливим робити фотографування з екрана, кінозйомку і запис зображення на диски.